# Davy-érem
A Davy-érem egyike a Royal Society 10 érmének. 1877 óta ítélik oda jelentős kémiai felfedezésért. Humphry Davy kémikus tiszteletére nevezték el.

## A díjazottak
- 2020 Ben G. Davis
- 2019 Varinder Aggarwal
- 2018 John A. Pyle
- 2017 Matthew Rosseinsky
- 2016 Stephen Mann
- 2015 Gideon Davies
- 2014 Clare Grey
- 2013 Graham Hutchings
- 2012 Fraser Armstrong
- 2011 Ahmed Zewail
- 2010 Carol Robinson
- 2009 Jeremy Sanders
- 2008 James Fraser Stoddart
- 2007 John Simons
- 2006 Martin Pope
- 2005 Chris Dobson
- 2004 Takeshi Oka
- 2003 Roger Parsons
- 2002 Neil Bartlett
- 2001 Alastair Ian Scott
- 2000 Steven Victor Ley
- 1999 Malcolm Chisholm
- 1998 Alan Roy Fersht
- 1997 Jean-Marie Lehn
- 1996 Geoffrey Wilkinson
- 1995 Malcolm Green
- 1994 John Meurig Thomas
- 1993 Jack Baldwin
- 1992 Alan Carrington
- 1991 Jeremy Knowles
- 1990 Keith Usherwood Ingold
- 1989 Francis Stone
- 1988 John Pople
- 1987 Alec Jeffreys
- 1986 Alexander Ogston
- 1985 Jack Lewis
- 1984 Sam Edwards
- 1983 Duilio Arigoni
- 1982 Michael Dewar
- 1981 Ralph Raphael
- 1980 Alan Woodworth Johnson
- 1979 Joseph Chatt
- 1978 Albert Eschenmoser
- 1977 Alan Battersby
- 1976 Rex Edward Richards
- 1975 Theodore Sugden
- 1974 James Baddiley
- 1973 John Anderson
- 1972 Arthur Birch
- 1971 George Porter
- 1970 Charles Coulson
- 1969 Frederick Dainton
- 1968 John Cornforth és George Popjak
- 1967 Vladimir Prelog
- 1966 Ewart Jones
- 1965 Harold Thompson
- 1964 Melvin Calvin
- 1963 Edmund Bowen
- 1962 Harry Emeleus
- 1961 Derek Barton
- 1960 John Monteath Robertson
- 1959 Robert Woodward
- 1958 Ronald Norrish
- 1957 Kathleen Lonsdale
- 1956 Robert Haworth
- 1955 Harry Melville
- 1954 James Wilfred Cook
- 1953 John Lennard-Jones
- 1952 Alexander Robertson
- 1951 Eric Rideal
- 1950 John Simonsen
- 1949 Alexander Todd
- 1948 Edmund Hirst
- 1947 Linus Pauling
- 1946 Christopher Ingold
- 1945 Robert Adams
- 1944 Robert Robertson
- 1943 Ian Heilbron
- 1942 Sir Cyril Hinshelwood
- 1941 Henry Dakin
- 1940 Harold C. Urey
- 1939 James McBain
- 1938 George Barger
- 1937 Hans Fischer
- 1936 William Arthur Bone
- 1935 Arthur Harden
- 1934 Norman Haworth
- 1933 William Hobson Mills
- 1932 Richard Willstätter
- 1931 Arthur Lapworth
- 1930 Sir Robert Robinson
- 1929 Gilbert Newton Lewis
- 1928 Frederick George Donnan
- 1927 Arthur Amos Noyes
- 1926 James Walker
- 1925 James Irvine
- 1924 Arthur George Perkin
- 1923 Herbert Baker
- 1922 Jocelyn Field Thorpe
- 1921 Philippe Guye
- 1920 Charles Heycock
- 1919 Percy Frankland
- 1918 Frederick Kipping
- 1917 Albin Haller
- 1916 Henri le Chatelier
- 1915 Paul Sabatier
- 1914 William Jackson Pope
- 1913 Raphael Meldola
- 1912 Otto Wallach
- 1911 Henry Edward Armstrong
- 1910 Theodore Richards
- 1909 James Dewar
- 1908 William A. Tilden
- 1907 Edward Williams Morley
- 1906 Rudolf Fittig
- 1905 Albert Ladenburg
- 1904 ifj. William Henry Perkin
- 1903 Pierre Curie és Marie Curie
- 1902 Svante August Arrhenius
- 1901 George Downing Living
- 1900 Guglielmo Koerner
- 1899 Edward Schunck
- 1898 Johannes Wislicenus
- 1897 John Hall Gladstone
- 1896 Henri Moissan
- 1895 Sir William Ramsay
- 1894 Per Theodor Cleve
- 1893 Jacobus Henricus van ’t Hoff és Joseph Le Bel
- 1892 Francois Marie Raoult
- 1891 Victor Meyer
- 1890 Emil Fischer
- 1889 Sir William Henry Perkin
- 1888 Sir William Crookes
- 1887 John Alexander Reina Newlands
- 1886 Jean Charles Galissard de Marignac
- 1885 Jean Servais Stas
- 1884 Adolph Wilhelm Hermann Kolbe
- 1883 Marcellin Berthelot és Julius Thomsen
- 1882 Dmitrij Ivanovics Mengyelejev és Lothar Meyer
- 1881 Adolf von Baeyer
- 1880 Charles Friedel
- 1879 Paul Émile Lecoq de Boisbaudran
- 1878 Louis Paul Cailletet és Raoul Pictet
- 1877 Robert Wilhelm Bunsen és Gustav Robert Kirchhoff